# Ереванский государственный университет языков и социальных наук
Ереванский государственный университет языков и социальных наук имени В. Я. Брюсова (арм. Երևանի Վ. Բրյուսովի անվան պետական լեզվահասարակագիտական համալսարան) — государственный университет в Ереване, столице Армении, работающий с 1935 года. В 1965 году университет был назван в честь русского поэта и историка Валерия Брюсова.
Университет выпускает специалистов русского, английского, французского, немецкого и других языков, прикладной психологии, истории, политологии, регионоведения и других гуманитарных наук. Университет располагается в центре Еревана, на пересечение улиц Туманяна и Московян.

## История
Ереванский государственный университет языков и социальных наук имени В. Я. Брюсова — преемник Института преподавателей русского языка, который был открыт 4 февраля 1935 года по решению Центрального комитета компартии Армении как промежуточный двухлетний колледж.
В 1936 году было открыто отделение немецкого языка, затем в 1937 году — отделения французского и английского языков. В течение того же года институт окончили первые выпускники — учителя русского языка. В 1940 году институт переименовали в Ереванский государственный институт преподавателей русского языка. В 1955 году институту присвоили статус факультета Ереванского государственного университета, сохранив его структуру и академическую независимость.
В 1962 году институт стал независимым учебным заведением — Ереванским государственным педагогическим университетом русского и иностранных языков имени В. Я. Брюсова. В 1985 году Советское правительство наградило университет орденом «Дружбы народов».
После провозглашения суверенитета Армении в 1993 году университет был реструктуризирован и переименован в Ереванский государственный институт иностранных языков имени В. Я. Брюсова.
В 2001 году институту был присвоен статус университета и он получил новое наименование: Ереванский государственный лингвистический университет имени В. Я. Брюсова. В 2014 году университет был вновь реструктуризирован и переименован в Ереванский государственный университет языков и социальных наук имени В. Я. Брюсова.
За время своего существования университет выпустил более 18000 специалистов русского, английского, французского, немецкого, греческого и испанского языков, прикладной психологии, истории, политологии и регионоведения. Процесс реструктуризации продолжается по сей день[уточнить], и в скором времени[уточнить] университет предоставит возможность обучения специалистов, отвечающих новым запросам республики .
В 2013 году в университете работали 477 человек, в том числе 434 преподавателя, из них 189 человек — на полной ставке, а 48 занимали более одной позиции. Профессорско-преподавательский состав включал 2 докторов наук, 14 профессоров, 102 кандидата наук и 54 ассистента.

## Факультеты

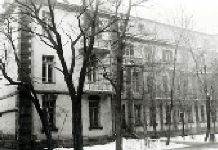
Старое здание на улице Пушкина.

На 2017 год в университете имелось три факультета и один исследовательский центр.

### Факультет перевода и межкультурной коммуникации
Факультет перевода и межкультурной коммуникации, основанный в 2004 году и реструктуризованый в 2013 году, предоставляет двухступенчатое образование и программу бакалавриата по следующим направлениям:
- Лингвистика и коммуникация
  - Английский язык и регионоведение
  - Английский язык и политология
  - Английский язык и журналистика
  - Английский язык и туризм
  - Английский язык и психология
  - Немецкий язык и регионоведение
  - Французский язык и регионоведение
- Переводоведение/лингвистика
- Англо-армянский перевод
- Немецко-армянский перевод
- Французско-армянский перевод

### Факультет русского и иностранных языков и межкультурной коммуникации
Факультет был основан в 1935 году. Последняя реструктуризация факультета прошла в 2013 году, тогда же были открыты программы бакалавриата по следующим направлениям:
- Лингвистика и русский язык
- Русская литература
  - Филология
  - Педагогика
- Лингвистика и межкультурная коммуникация
  - Русский язык и регионоведение
  - Английский язык и регионоведение
- Политология

Параллельно студенты изучают второй иностранный язык на выбор: английский, польский, болгарский, немецкий, французский, испанский, италианский или арабский.

### Факультет иностранных языков
Факультет был открыт в 2004 году, обучение на степень бакалавра проводится по следующим направлениям:
- Педагогика
  - Английский и французский языки
  - Английский и немецкий языки
  - Английский и испанский языки
  - Английский и итальянский языки
  - Английский и персидский языки
  - Английский и греческий языки
  - Английский и корейский языки
  - Французский и английский языки
  - Немецкий и английский языки
- Лингвистика
  - Английский и французский языки
  - Английский и немецкий языки
  - Английский и испанский языки
  - Английский и итальянский языки
  - Английский и персидский языки
  - Английский и греческий языки
  - Английский и корейский языки
  - Английский язык и хинди
  - Французский и английский языки
  - Немецкий и английский языки
  - Итальянский и английский языки

## Магистерские программы
В 2008/2009 академическом году университет запустил двухступенчатую систему образования — программы бакалавриата и магистратуры. В процессе обучения задействованы выдающиеся армянские и международные специалисты. Обучение в магистратуре проходит по следующим направлениям:
Магистерская степень по специальности лингвистика:
- Сравнительная типология языков
- Сравнительная лингвистика
- Семиотика

Квалификация: лингвист (типология, семиотика)
Магистерская степень по специальности педагогика:
- Многоязычное образование
- Педагогическая психология

Квалификация: многоязычный преподаватель (английский-французский, английский-немецкий, французский-английский, немецкий-английский, русский-английский), школьный психолог
Магистерская степень по специальности филология:
- Факультет английской филологии
- Факультет французской филологии
- Факультет немецкой филологии
- Факультет русской филологии

Квалификация: филолог
Магистерская степень по специальности лингвистика и межкультурная коммуникация:
- Европоведение
- Международные отношения
- Политология
- Международный туризм
- Культурная антропология
- Семиотика культуры

Магистерская степень по специальности перевод и интерпретация:
- Английский-армянский
- Французский-армянский
- Немецкий-армянский
- Русский-английский-армянский

Квалификация: переводчик (английский-армянский, французский-армянский, немецкий-армянский, русский-английский-армянский)
Магистерская степень по специальности международная журналистика:
- Международная журналистика

Квалификация: журналист
Магистерская степень по специальности управление в сфере образования
Квалификация: управляющий в сфере образования

## Послевузовское образование
Система послевузовского образования предлагает два уровня обучения: аспирантуру и докторантуру. Программа была инициирована в 1963 году, с тех пор её завершили более трёхсот человек. На данный момент в университете обучаются: 1 докторант, 16 аспирантов очного отделения и 48 аспирантов заочного отделения.
В 2013 году в университете работало четырнадцать аттестационных комиссий по следующим направлениям:
- Методология обучения иностранному языку
- Германские языки (английский, немецкий)
- Романские языки (французский)
- Славянские языки
- Иностранная литература
- Русская литература
- Теория языка и прикладная лингвистика
- Сравнительная и прикладная лингвистика
- Армянский язык
- Философия
- Практические знания английского языка
- Практические знания французского языка
- Практические знания немецкого языка
- Компьютерные технологии

В университете работает высшая аттестационная комиссия, зарегистрированная Комитетом высшего образования Армении. Комиссия присуждает степень кандидата и доктора наук по следующим направлениям:
- Сравнительная лингвистика и типология, филология
- Славянские языки, филология
- Методология образования и преподавания (Иностранные языки и литература)

## Исследовательская деятельность и публикации
Основные тенденции и содержание научных работ, публикуемых коллегией университета, обусловлены структурными особенностями и научным потенциалом университета. Основные направления работы:
1. Языковая политика
2. Филология романских и германских языков
3. Учебники и руководства для школ и высших учебных заведений
4. Теория и практика перевода, проблемы теории перевода
5. Составление словарей
6. Общая лингвистика, проблемы прикладной лингвистики, сравнительная типология (в вопросах грамматики, лексикологии, стилистики и синтаксиса текста)
7. Теоретические и практические вопросы армянского языка
8. Вопросы армянской литературы и истории искусств
9. Вопросы новейшей и современной истории армянского народа
10. Экономические и политические проблемы, связанные с трансформацией общества
11. История философской мысли
12. История религии
13. Теория и практика педагогики и методов обучения языкам
14. Вопросы языкознания
15. Социальная психология, психология личности и развития, клиническая психология, сексология
16. Европейская и американская литература, литературоведение
17. Теория культуры
18. Вопросы экстренных ситуаций

## Международные отношения

### Участие и содействие
- Отдел языковой политики (Совет Европы, Страсбург)
- Европейский центр современных языков (Совет Европы, Грац, Австрия)
- Международная ассоциация университетов ЮНЕСКО
- Ассоциация франкофонских университетов
- Объединение университетов Чёрного моря
- Европейский языковой совет (Германия)
- Совет по гуманитарному сотрудничеству государств — участников СНГ
- Ассоциация лингвистических университетов СНГ
- Международная ассоциация преподавателей русского языка и литературы

### Совместные проекты
- Совет по международным исследованиям и обменам
- Фонд содействия Институту открытого общества Армения
- TEMPUS Совместный европейский проект
- Фонд Евро-азиатского сотрудничества
- Korea Foundation
- Германская служба академических обменов (DAAD)
- Корейское агентство международного сотрудничества
- Институт Конфуция

### Соглашения о сотрудничестве
- Минский государственный лингвистический университет, Беларусь
- Софийский университет, Болгария
- Шанхайский университет, Китай
- Даляньский университет иностранных языков, Китай
- Таллинский университет, Эстония
- Институт востоковедения имени Г. Церетели, Грузия
- Государственный университет Ильи, Грузия
- Зигенский Университет, Германия
- Галле-Виттенбергский университет имени Мартина Лютера, Германия
- Мешхедский университет имени Фирдоуси, Иран
- Перуджинский университет, Италия
- Веронский университет, Италия
- Ассоциация Рондина Читтаделла делла Пейс, Италия
- Лёвенский католический университет, Бельгия
- Сеульский национальный университет, Южная Корея
- Университет Аджу, Южная Корея
- Университет иностранных языков Хангук, Южная Корея
- Университет Корё, Южная Корея
- Университет Витовта Великого, Литва
- Молдавский государственный университет, Молдова
- Международный Независимый Университет Молдовы, Молдова
- Университет Овидия г. Констанца, Румыния
- Московский государственный университет, Россия
- Московский государственный лингвистический университет, Россия
- Московский государственный гуманитарный университет, Россия
- Пятигорский государственный университет, Россия
- Рязанский государственный университет имени С. А. Есенина, Россия
- Государственный институт русского языка имени А. С. Пушкина, Россия
- Татарский государственный гуманитарно-педагогический университет, Россия
- Университет Григория Сковороды в Переяславе, Украина

Ереванский государственный университет языков и социальных наук был выбран как основное место действий при организации Европейского года языков (2001). Европейский год языков — это совместная инициатива Совета Европы и Европейской комиссии, цель которой продвигать идею многоязычности и повышать уровень владения языками в Европе. С тех пор в Армении 26 сентября возникла традиция праздновать Европейский день языков.
С 1998 года в сотрудничестве с Советом Европы университет инициирует ежегодные международные конференции по языковой политике и лингвистическому образованию.
В университете регулярно проводятся мастер-классы, организованные Европейским центром современных языков, базирующемся в Граце, Австрия. Цель мероприятий — внедрить общие и специализированные проекты и программы, помочь преподавателям иностранных языков соотнести свои методы обучения с системой Общеевропейских компетенций владения иностранным языком.

## Библиотека
Библиотека университета была открыта в 1935 году. На данный момент коллекция библиотеки включает в себя 400 000 книг по социальным и политическим наукам, художественную литературу на армянском, русском, английском, французском, испанском, немецком, персидском и других языках, собрание редких книг и академические статьи. Собрание книг регулярно пополняется. В дополнение к основной библиотеке на кафедрах располагаются специализированные библиотеки.
В новом здании центральной библиотеки оборудованы читальный и исследовательский залы, хранилище, компьютерный зал с подключением к интернету и доступом в сеть открытых библиотек.
Собрание художественной литературы — богатейший раздел библиотеки, где собраны лучшие произведения армянских, европейских и русских классиков XIX—XX веков. Библиотека включает в себя большое количество книг по лингвистике и методам преподавания на французском, английском, испанском, немецком, чешском, румынском, болгарском и персидском языках, коллекцию мировой детской литературы, 200 изданий журнала «Мировая литература», Британскую энциклопедию, энциклопедии World Book и People and Places, серию книг «Великие книги западной цивилизации», толковые и иностранные словари, словари синонимов и антонимов, руководства и инструкции.
Последние десятилетия коллекция библиотеки пополнялась книгами, подаренными аккредитованными посольствами в Армении и частными библиотеками.
Особо ценный раздел библиотеки — коллекция редких и уникальных книг в размере 2000 единиц. Это жемчужины человеческой мысли и произведения искусства I—XX-го веков.

## Студенческая жизнь
В 1996 году был основан орган студенческого самоуправления — Студенческий совет. Совет активно вовлечён в жизнь университета, участвует в обсуждении и способствует разрешению экстренных ситуаций в академической и социальной жизни студентов.
Совет сотрудничает со студенческими советами других университетов Армении и мира, занимается организацией выпускной церемонии, круглых столов, интеллектуальных игр, конференций, мастер-классов, семинаров и изданием газеты «Новый полиглот».
Студенты занимаются волонтёрской работой в разных организациях и сотрудничают с центром занятости университета, регулярно посещают интернаты в Ереване и других регионах страны, организуют спортивные игры, научные и культурные мероприятия.

## Центр выпускников и карьеры
Центр карьеры университета был основан 3 ноября 2007 года. Основная цель центра — повышать конкурентоспособность студентов и выпускников университета на рынке труда, устанавливать и развивать взаимодействие между университетом и выпускниками, решать возникающие проблемы.
Для достижения поставленных целей центр планирует сотрудничать со следующими группами лиц:
- Преподавательским и академическим составом
- Разными университетскими группами
- Государственными и частными организациями, работодателями и предпринимателями
- Международными организациями, неправительственными организациями и другими организациями и лицами, заинтересованными в сотрудничестве